# Milena Smit
Elisa Milena Smit Márquez, més coneguda com a Milena Smit, (Elx, 5 d'octubre de 1996) és una model i actriu de cinema i televisió espanyola, coneguda per haver interpretat a Mila a No matarás (2020) de David Victori, i a Ana a Madres paralelas (2021) de Pedro Almodóvar. Aquests papers van ser nominats al Goya a Millor actriu revelació i a Millor actriu de repartiment, respectivament.

## Biografia
Filla de pare holandès, va néixer el 5 d'octubre de 1996 a Elx (País Valencià) però va créixer a Múrcia, regió amb la qual s'identifica. Va començar al món de l'espectacle treballant com a model amb tot just 15 anys, és endavant es va mudar a Madrid a la recerca d'oportunitats. Es va formar com a actriu a l'escola d'interpretació Cristina Rota i va tenir com a mestre a Bernard Hiller, un entrenador actoral d'actors com Leonardo DiCaprio o Cameron Diaz. Abans de convertir-se en actriu, va ser cambrera, dependenta, cangur i auxiliar d'informació al metro. Fins i tot, va ser recepcionista d'un hotel quan la van cridar per a treballar en la seva primera pel·lícula.

## Trajectòria professional
Després d'haver participat en diversos curtmetratges com a Diagonales, Innermost, Chimichanga i Adentro, li va arribar l'oportunitat de rodar la pel·lícula No matarás de David Victori al costat de Mario Casas, per la qual va ser nominada als Premis Goya com millor actriu revelació i guanyadora del Premi de 'Días de Cine'. L'equip de càsting de la pel·lícula, LANE Casting, va revelar més endavant que van descobrir a l'actriu mitjançant la xarxa social Instagram: «Després de molt buscar, trobem a Milena per Instagram. Ens quedem corpresos amb tot el que tenia en comú amb el personatge».
Després de la seva participació a No matarás, fou fitxada per Pedro Almodóvar per a la pel·lícula Madres paralelas al costat de Penélope Cruz i Aitana Sánchez-Gijón, on interpreta a Ana, una mare soltera que ha quedat embarassada per accident. Sobre la seva interpretació en la pel·lícula, Almodóvar va dir: «posseeix una intel·ligència emocional i una sinceritat que no s'aprenen en cap escola», també va comentar la seva opinió sobre el seu paper a No matarás, definint-la com a «irresistible». A més, es va anunciar la seva incorporació a la sèrie Alma, original de Netflix, dirigida per Sergio G. Sánchez. Al juliol de 2021 va començar el rodatge de la pel·lícula de terror Tin&Tina, que protagonitza al costat de Jaime Lorente. A més, també va rodar l'opera prima de Luc Knowles Libélulas, amb el paper de Cata. A l'octubre de 2021 es va anunciar el seu paper principal per a la nova sèrie de Netflix La chica de la nieve, basada en el llibre homònim de Javier Castillo, on interpreta a Miren Triggs.

## Filmografia

### Cinema
| Any  | Títol            | Personatge | Director        |
| ---- | ---------------- | ---------- | --------------- |
| 2020 | No matarás       | Mila       | David Victori   |
| 2021 | Madres paralelas | Ana        | Pedro Almodóvar |
| 2022 | Tin & Tina       | Lola       | Rubin Stein     |
| 2022 | Libélulas        | Cata       | Luc Knowles     |

### Televisió
| Any       | Títol             | Personatge   | Canal   | Notes                        |
| --------- | ----------------- | ------------ | ------- | ---------------------------- |
| 2020-2021 | La resistencia    | Ella mateixa | #0      | Invitada; 2 programes        |
| 2022      | Alma              | Nico         | Netflix | Elenc principal; 9 episodis  |
| 2022      | La chica de nieve | Miren Triggs | Netflix | Elenc principal; ¿? episodis |

## Premis i nominacions
| Premi                     | Any  | Categoria                              | Treball nominat  | Resultat   | Ref.   |
| ------------------------- | ---- | -------------------------------------- | ---------------- | ---------- | ------ |
| Premis Días de Cine       | 2021 | Premi 'El Resplandor'                  | No matarás       | Guanyadora | [ 11 ] |
| Premis Goya               | 2021 | Millor actriu revelació                | No matarás       | Nominada   | [ 12 ] |
| Premis Goya               | 2022 | Millor actriu de repartiment           | Madres paralelas | Pendent    | [ 13 ] |
| Premis Feroz              | 2022 | Millor actriu de repartiment en cinema | Madres paralelas | Nominada   | [ 14 ] |
| Premis GQ Hombres del año | 2021 | Mujer del año                          | Mujer del año    | Guanyadora | [ 15 ] |